# Голошина (Вижницький район)
Голо́шина — село у Конятинській сільській громаді Вижницького району Чернівецької області України.

## Географія
На схід від села розташована ботанічна пам'ятка природи «Ялинова ділянка». На північний-схід від села розташований хребет Максимець.
Річка Лопушна впадає до Білого Черемошу неподалік від південно-східної околиці буковинського села Голошина.
На іншому галицькому березі річки Білий Черемош знаходиться однойменне село Голошина у Білоберізькій сільській громаді Верховинського району Івано-Франківської області.

### Клімат
Голошина знаходяться в межах вологого континентального клімату.

## Історія
Весною 1944 року до весни 1945 року тут перебували вояки буковинського куріння УПА, а саме 3-я чота — чотар «Сокіл», згодом «Хміль». Налічувала до 40 стрільців, з нею знаходився сотенний «Крига», спочатку базувалася в горах. Пізніше перебазувалася у села Голошина, Самакова, Киселиці, а згодом у село Бісків.
З 1991 року в складі незалежної України.
26 січня 2017 року шляхом об'єднання Довгопільської, Конятинської та Яблуницької сільських рад село увійшло до Конятинської сільської громади..

## Туризм
- Комплекс відпочинку «Урочище Лопушна».

## Світлини церкви

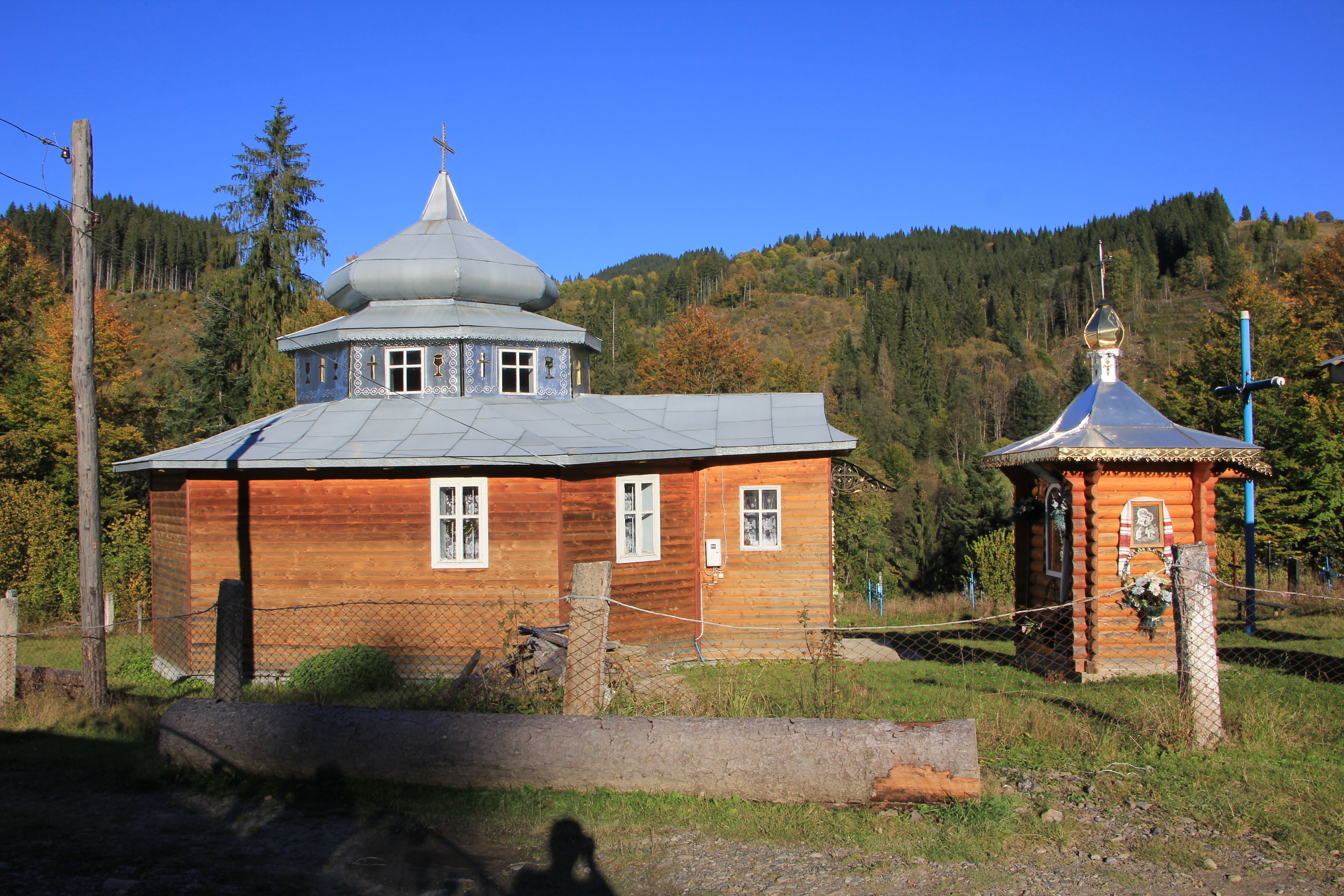
Дерев'яна церква Різдва Пр. Богородиці (1980-ті рр.)
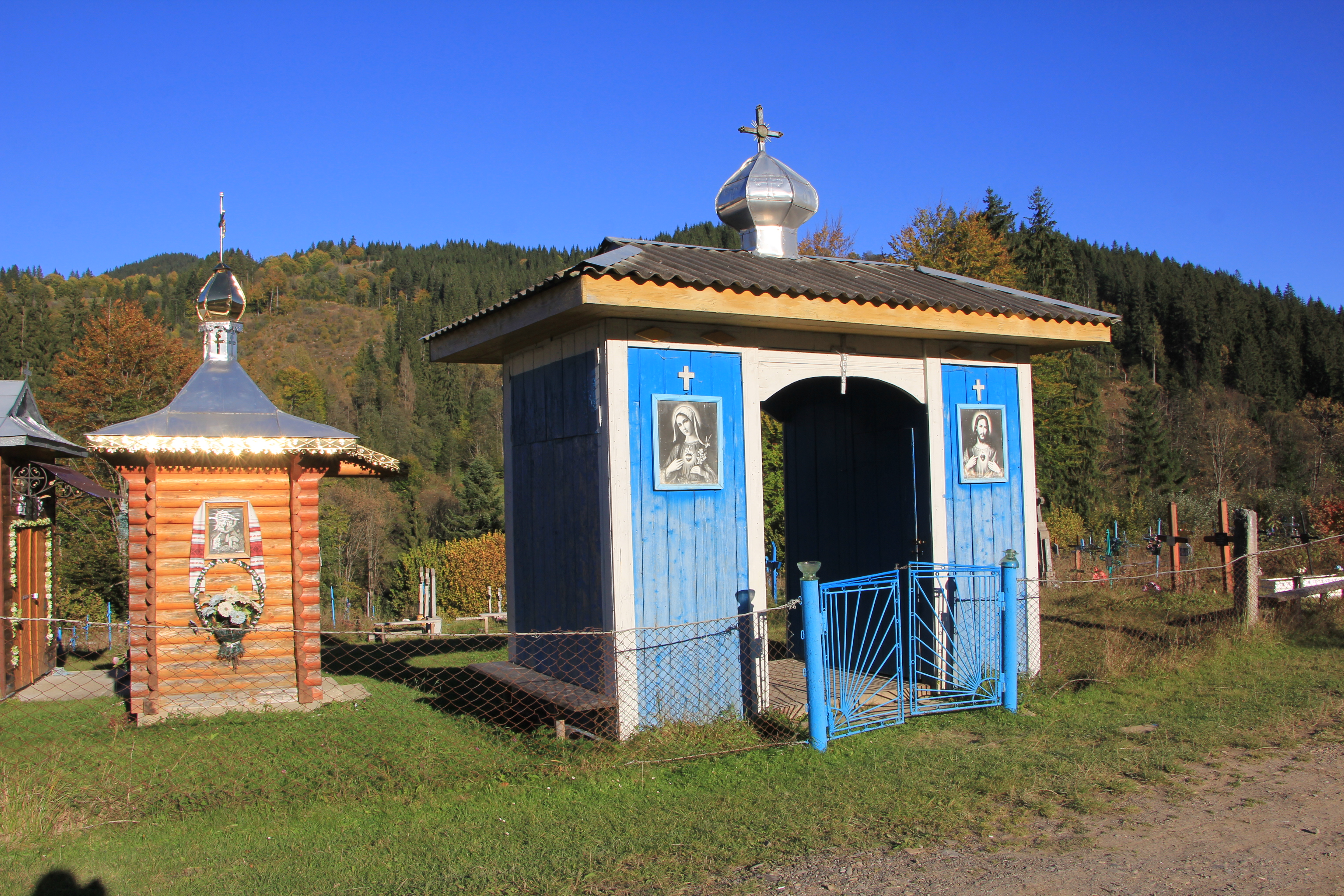
Головний вхід на подвір'я церкви
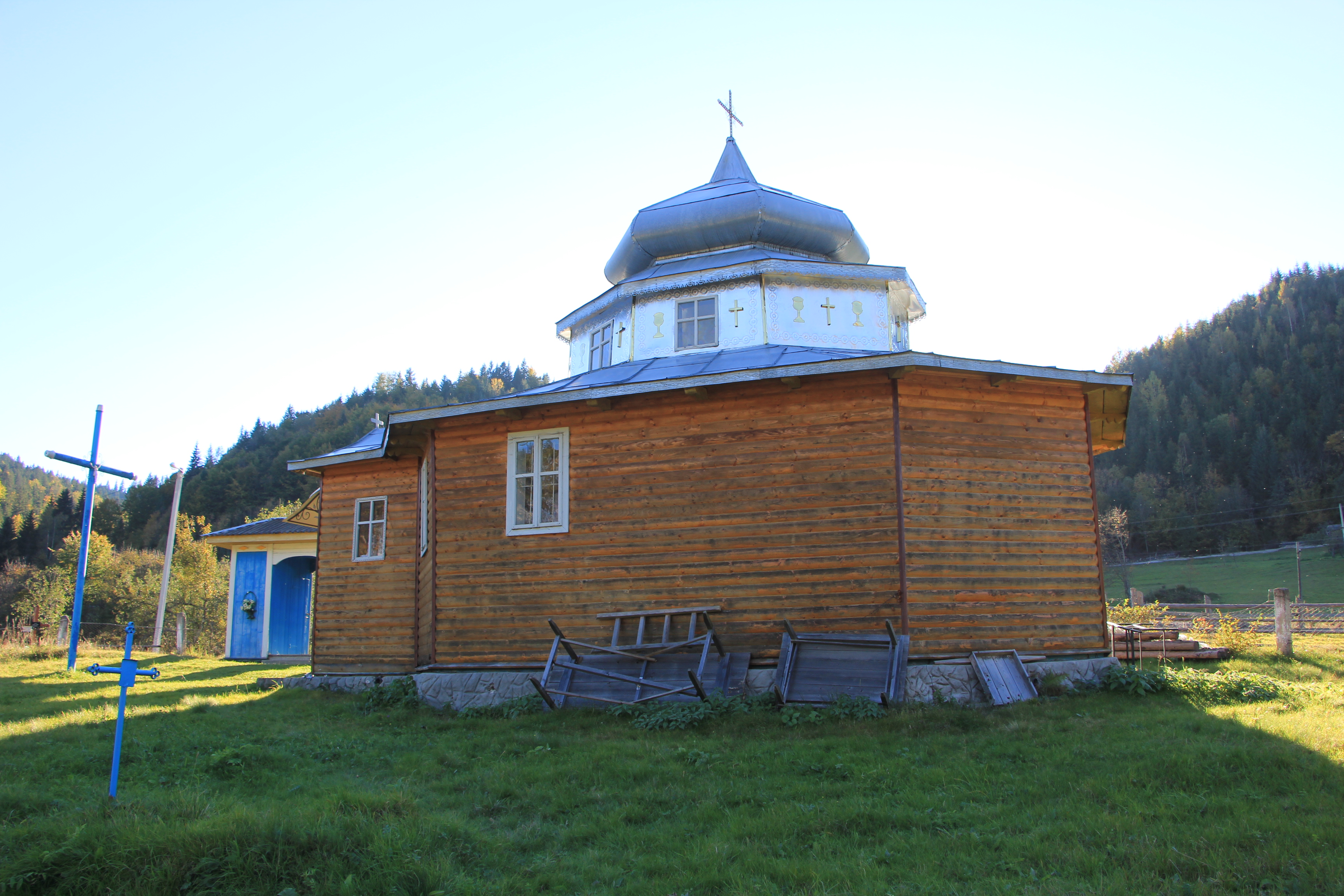
Бічний фасад